# Al-Matamma
Al-Matamma (Metemma) és una ciutat el nord - est d'Etiòpia, amb la frontera amb el Sudan, a la regió Amhara. Al cens de 1973 hi havia 1108 famílies o sigui uns 6000 habitants. El 2005 tenia 5.581 habitants.

## Història
Es va desenvolupar a causa de les caravanes que creuaven el Nil en aquest lloc, com a vila germana de Shandi, sent coneguda a vegades com Shandi al-Gharb. Al final del segle xviii va participar en les revoltes al regne de Funj i el 1801 una facció rival de la família dels Sadab que regnava a Shandi s'hi va establir i es va aliar als Shaikiyya locals en la seva lluita contra els funj. El 28 de març de 1821 la ciutat fou ocupada pel serasker egipci Ismail Kamil Pasha quan els sis mil habitants d'aquell temps estaven governats pel rei Musaid, que estava subordinat al seu cosí el makk Nimr, rei de Shandi. Ismail Kamil que fou rebut a la capital per Nimr el 1822. Els sobirans d'un i altre costat van tramar un complot contra el governador egipci general Ismail Kamil Pasha i un conflicte sobre el preu dels esclaus va provocar l'assassinat d'Ismail i la revolta del djaaliyyun i altres tribus de més al sud; els rebels foren derrotats pel defterdar Mehmed Khusrew Bey serasker de Kordofan, i Shandi fou assolada més que al-Matamma. Destruïda Shandi, la població d'al-Matamma a l'altre costat del riu la va substituir i va esdevenir el principal centre comercial dels djaaliyyun amb una important població d'homes de negocis i comerciants, servint de punt de trànsit per a les caravanes. Els djaaliyyun es van beneficiar de l'ocupació i els seus petits comerciants (djallaba) es van estendre a diverses parts del Sudan, afavorint el comerç d'esclaus. Charles George Gordon, governador del Sudan, va prendre mesures contra ells el 1879, i llavors van donar suport a Muhammad Ahmad al-Mahdi, però després el seu successor Abdullahi, va donar preferència als Bakkara; quan Horatio Herbert Kitchener va avançar cap a Omdurman, el cap djaaliyyun d'al-Matatma, Abd Allah Sad al-Djaali va trair a Abdullahi i va refusar evacuar la ciutat tal com se li ordenava, i va demanar ajut als britànics, però al no rebre suport la ciutat fou ocupada per forces mahdistes i Abd Allah Sad va morir a la lluita l'1 de juliol de 1897. Després es va recuperar lentament però ja mai va retrobar el seu paper anterior.